# (12654) Heinofalcke
(12654) Heinofalcke est un astéroïde de la ceinture principale découvert en 1977.

## Description
(12654) Heinofalcke a été découvert le 16 octobre 1977 à l'observatoire Palomar, situé au nord de San Diego en Californie, par Cornelis Johannes van Houten, Ingrid van Houten-Groeneveld et Tom Gehrels.

### Caractéristiques orbitales
L'orbite de cet astéroïde est caractérisée par un demi-grand axe de 3,8 ua, un périhélie de 2,75 ua, une excentricité de 0,11 et une inclinaison de 11,75° par rapport à l'écliptique. Du fait de ces caractéristiques, à savoir un demi-grand axe compris entre 2 et 3,2 ua et un périhélie supérieur à 1,666 ua, il est classé, selon la JPL Small-Body Database, comme objet de la ceinture principale.

### Caractéristiques physiques
(12654) Heinofalcke a une magnitude absolue (H) de 13,6 et un albédo estimé à 0,054.